# Bernard Beck
 (mars 2010).
Si vous disposez d'ouvrages ou d'articles de référence ou si vous connaissez des sites web de qualité traitant du thème abordé ici, merci de compléter l'article en donnant les références utiles à sa vérifiabilité et en les liant à la section « Notes et références ».
Bernard Beck, né le 9 janvier 1914 à Gavray et mort le 21 avril 2009 à Granville, est un magistrat, haut fonctionnaire et homme politique français. Il a été notamment premier président de la Cour des comptes de 1978 à 1982.

## Biographie
Après ses études primaires à l’école de Gavray, il est pensionnaire pendant sept années au lycée Lebrun de Coutances. Il y poursuit ses études secondaires et obtient en terminale en 1931 le prix Labiche qui récompense le meilleur élève de Lettres et lui vaut l’inscription de son nom sur les colonnes du grand vestibule du lycée. Reçu au baccalauréat avec la mention très bien, il poursuit ses études à Paris à la faculté de droit tout en travaillant comme surveillant général à l’École Breguet, pour financer ses études. À la mort prématurée de son père Antonin, il veille à ce que son frère et ses sœurs poursuivent leurs études dans les meilleures conditions. 
La Seconde Guerre mondiale approchant, il est appelé pour son service militaire, pendant lequel il terminera ses études de droit. Il passe alors les concours d’entrée dans la fonction publique et intègre le ministère des Finances en tant que rédacteur. Il est mobilisé en septembre 1939 à la déclaration de guerre. Après avoir passé le peloton des sous-officiers, il est affecté à la 1re Armée comme agent de transmission. La débâcle de l’armée française l’avait mené loin dans le Sud de la France. À l’annonce de l’Armistice, le 22 juin 1940, il décide de remonter vers Paris et de reprendre son poste de rédacteur au ministère des Finances. C’est là qu’il partagera son bureau avec Alain Poher pour lequel il aura une amitié indéfectible. Pendant l’Occupation, il épouse Geneviève Dalleux. À la Libération il est, avec Alain Poher, responsable de la commission d’épuration du ministère des Finances.
Après le départ du général de Gaulle en janvier 1946, il suit Alain Poher au cabinet ministériel de Robert Schuman et pendant plusieurs années il servira au plus près l’un des pères fondateurs de l’Europe. Il participe avec Robert Schuman, Jean Monnet, Alain Poher, à l’élaboration du traité de la Communauté européenne du charbon et de l’acier, première étape de la construction européenne. Toute sa vie, il a défendu ces valeurs européennes qui pour lui étaient garantes de la paix et du développement de notre pays. Aussi a-t-il été l’un des rédacteurs de la Déclaration Schuman, acte fondateur de l’Europe d’aujourd’hui :
« La paix mondiale ne saurait être sauvegardée sans des efforts créateurs à la mesure des dangers qui la menacent. 
L’Europe ne se fera pas d’un coup ni dans une construction d’ensemble : elle se fera par des réalisations concrètes créant d’abord une solidarité de fait.
Par la mise en commun de la production de base et l’institution d’une Haute Autorité nouvelle, dont les décisions lieront la France, l’Allemagne et les pays qui y adhéreront, cette proposition réalisera les premières assises concrètes d’une Fédération européenne indispensable à la préservation de la paix. »
Sous la IVe République, il est à plusieurs reprises chef de cabinet des ministres des Affaires étrangères, des Travaux publics, de la Justice, de la Marine, et du président du Conseil. En 1951, il accompagne aux États-Unis le président de la République Vincent Auriol et le ministre des Finances, venus négocier un prêt américain auprès du président Truman. À cette époque, la traversée de l’Atlantique se fait encore en paquebot et nécessite quatre jours. Dans cette période difficile de l’après-guerre, où la France n’est plus qu’un pays ruiné, il est l’un des artisans de la reconstruction et l’un des négociateurs des crédits américains qui suivent le plan Marshall.
En 1958, il rejoint la Cour des comptes comme conseiller référendaire et très vite en devient le secrétaire général, aux côtés du premier président Léonard, avant d’être nommé conseiller maître puis président de chambre.
En 1969, puis en 1974, il assure la fonction de secrétaire général de l’Élysée, lors des deux intérims exercés par le président du Sénat, Alain Poher, le premier à la démission du général de Gaulle, le second au décès de Georges Pompidou. En 1978, le président de la République, Valéry Giscard d’Estaing, et le Premier ministre, Raymond Barre, le nomment premier président de la Cour des comptes, charge qu’il occupera jusqu’à sa retraite en 1982.
Lors de son départ en retraite en novembre 1982, il détruit le rapport de la Cour des comptes relatif aux opérations financières liées à l'« affaire des Avions renifleurs ». Cette faute grave sera qualifiée de « forfaiture » par le Secrétaire d'Etat au budget Henri Emmanuelli.
Prenant donc sa retraite à 68 ans, il décide de s’installer à Granville, une ville de sa Normandie natale où la famille Beck passait des vacances depuis l’entre-deux-guerres et à laquelle il se sentait profondément attaché. En 1983, quelques mois seulement après son installation, Henri Baudouin, député maire de Granville, lui propose de rejoindre son équipe municipale et il devient adjoint au maire, chargé des finances, de la ville. Après la retraite d’Henri Baudouin en 1989, une période particulièrement agitée s'ouvre à la mairie de Granville qui aboutit à la démission du maire Jean-Claude Lecossais. Malgré son âge, Bernard Beck prend la tête d’une liste au cours d’une élection partielle en septembre 1990 et est élu maire au second tour à l'issue d’une quadrangulaire, à l’époque particulièrement médiatisée. À la mairie de Granville, la rigueur de sa gestion, sa compétence financière, son expérience de l’administration publique, sa volonté de faire toujours plus et mieux pour sa ville se manifestent par de très nombreuses réalisations :
- la création de la zone industrielle de Granville, route de Villedieu ;
- la rénovation de la rue des Corsaires ;
- le désenclavement de la vieille ville par la route du Roc ;
- le sauvetage et la rénovation du Casino, témoin exceptionnel de l’architecture et des Arts décoratifs des années 1920 ;
- la restructuration de l’ancienne caserne du Roc ;
- la création du musée d'art moderne Richard-Anacréon et du musée Christian-Dior ;
- la création de la cuisine centrale ;
- la création des premiers élevages de produits de la mer à Chausey ;
- aide appuyée à la création des gîtes de la ferme de Chausey.

Il était très attaché, comme beaucoup de Granvillais, à cet archipel qui dépend de la commune de Granville. Il ne s’était engagé à la mairie de Granville que pour un mandat et, conformément à sa parole, décida de passer la main à son successeur quatre ans après son élection. Retraité pour de bon des affaires depuis 1994, il était resté un spectateur attentif de la politique nationale comme aussi des différents projets de développement de sa ville de Granville.

## Distinctions
- Grand officier de l'ordre national du Mérite (1981)[3]
- Commandeur de la Légion d'honneur[4]